# Armando Castellazzi
Pour les articles homonymes, voir Castellazzi.
Armando Castellazzi est un footballeur et entraîneur italien, né le 7 octobre 1904 à Milan et mort le 4 janvier 1968.

## Biographie
En tant que milieu de terrain, il fut international italien à trois reprises (1929-1934) pour aucun but marqué. Il affronta respectivement le Portugal, la Suisse et l’Espagne.
Il participa à la Coupe du monde de football de 1934, à domicile. Il joua un match sur les cinq dans le tournoi, en tant que titulaire contre l’Espagne, lors du premier match (1-1). Il remporte le titre de champion du monde.
Il fut joueur et entraîneur de l’Inter Milan. Il remporta une Serie A en tant que joueur (1930) et en tant qu’entraîneur (1938).

## Clubs

### En tant que joueur
- 1924-1936 :  Inter Milan

### En tant qu’entraîneur
- 1936-1938 :  Inter Milan

## Palmarès

### En tant que joueur
- Championnat d'Italie de football
  - Champion en 1930
  - Vice-champion en 1934 et en 1935
- Coupe du monde de football
  - Vainqueur en 1934

### En tant qu’entraîneur
- Championnat d'Italie de football
  - Champion en 1938